# روجر ويست
روجر ويست (بالإنجليزية: Roger West)‏ هو سياسي أمريكي، ولد في 1 نوفمبر 1948. حزبياً، نشط في الحزب الجمهوري. وقد انتخب عضو مجلس نواب كارولينا الشمالية.